# Zwerg-Kreuzdorn
Der Zwerg-Kreuzdorn (Rhamnus pumila) ist eine Pflanzenart aus der Gattung der Kreuzdorne (Rhamnus) innerhalb der Familie der Kreuzdorngewächse (Rhamnaceae). Weitere Trivialnamen sind Niedriger Kreuzdorn und in Österreich Oreoherzogie.

## Beschreibung

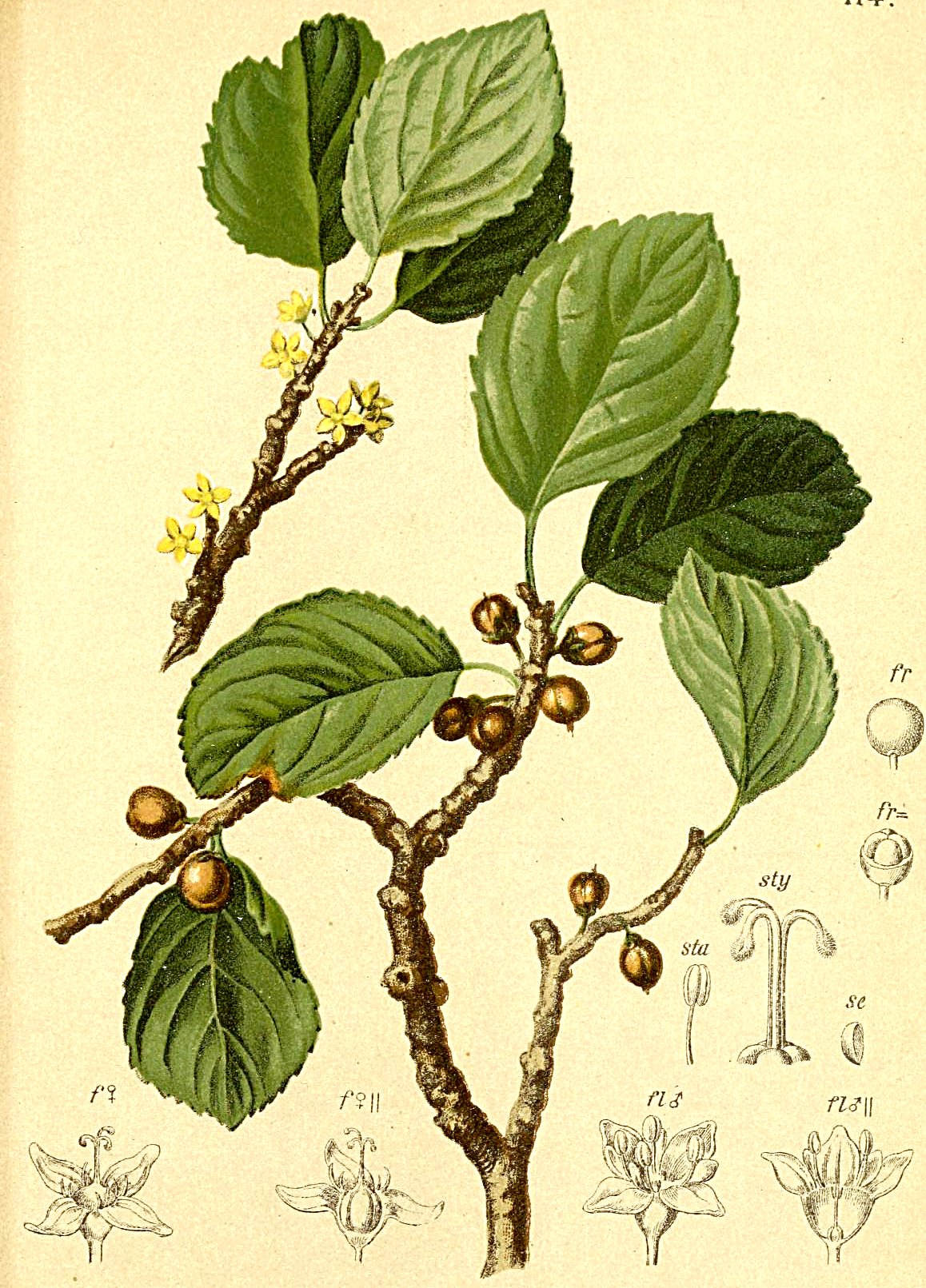
Illustration aus Atlas der Alpenflora

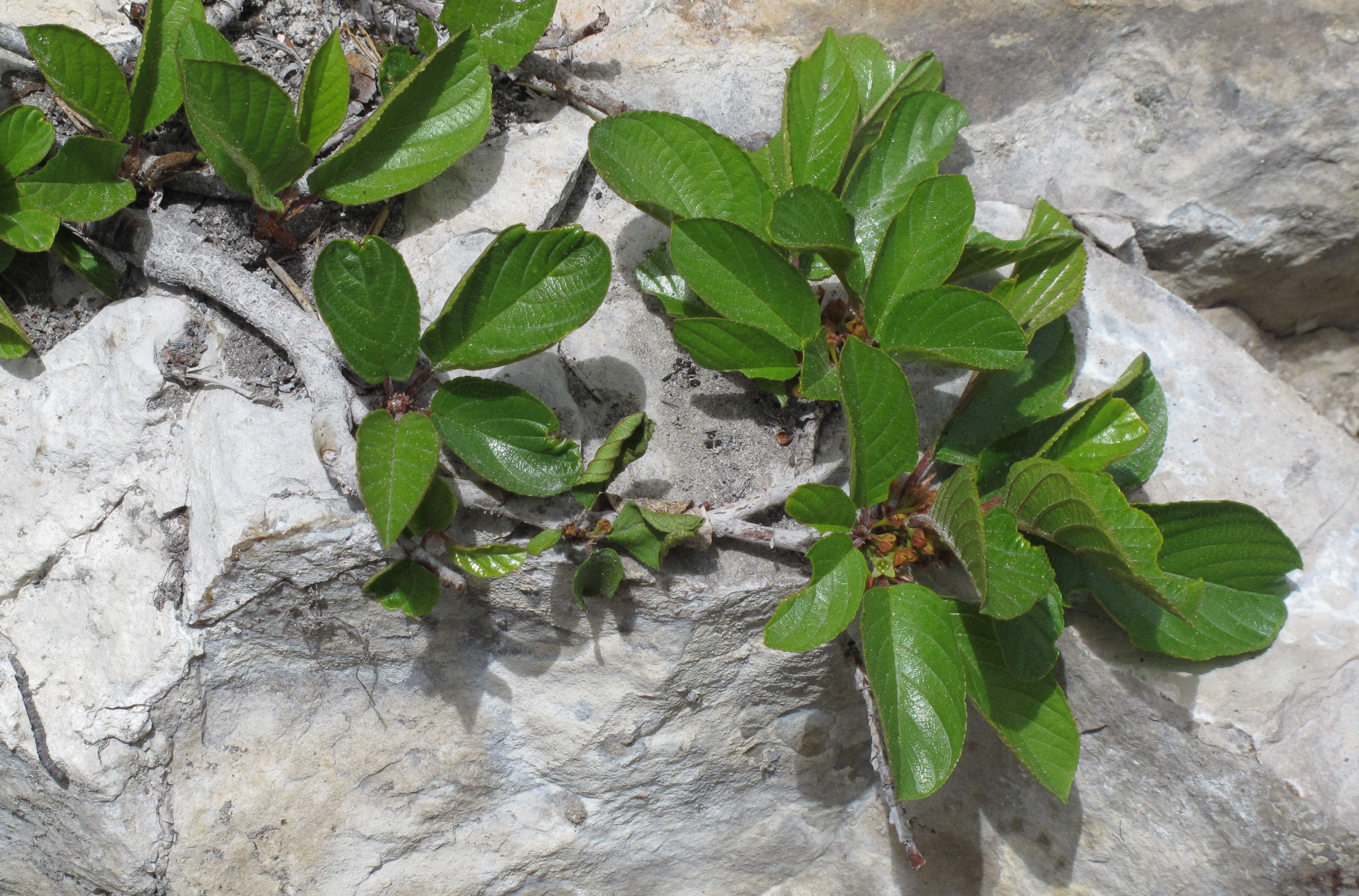
Habitus, Laubblätter und Blüten

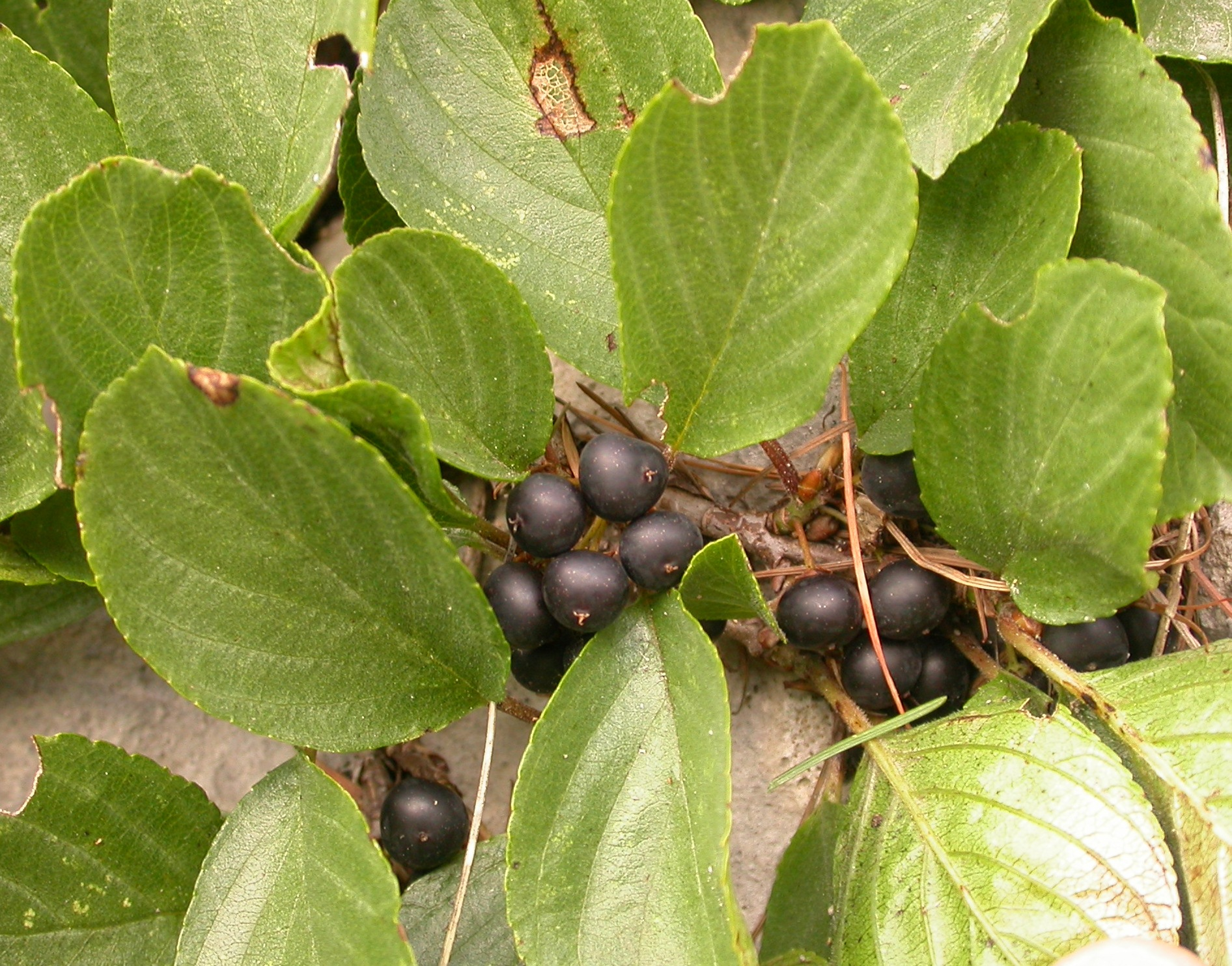
Zweige mit Laubblättern und Früchten am Triglav

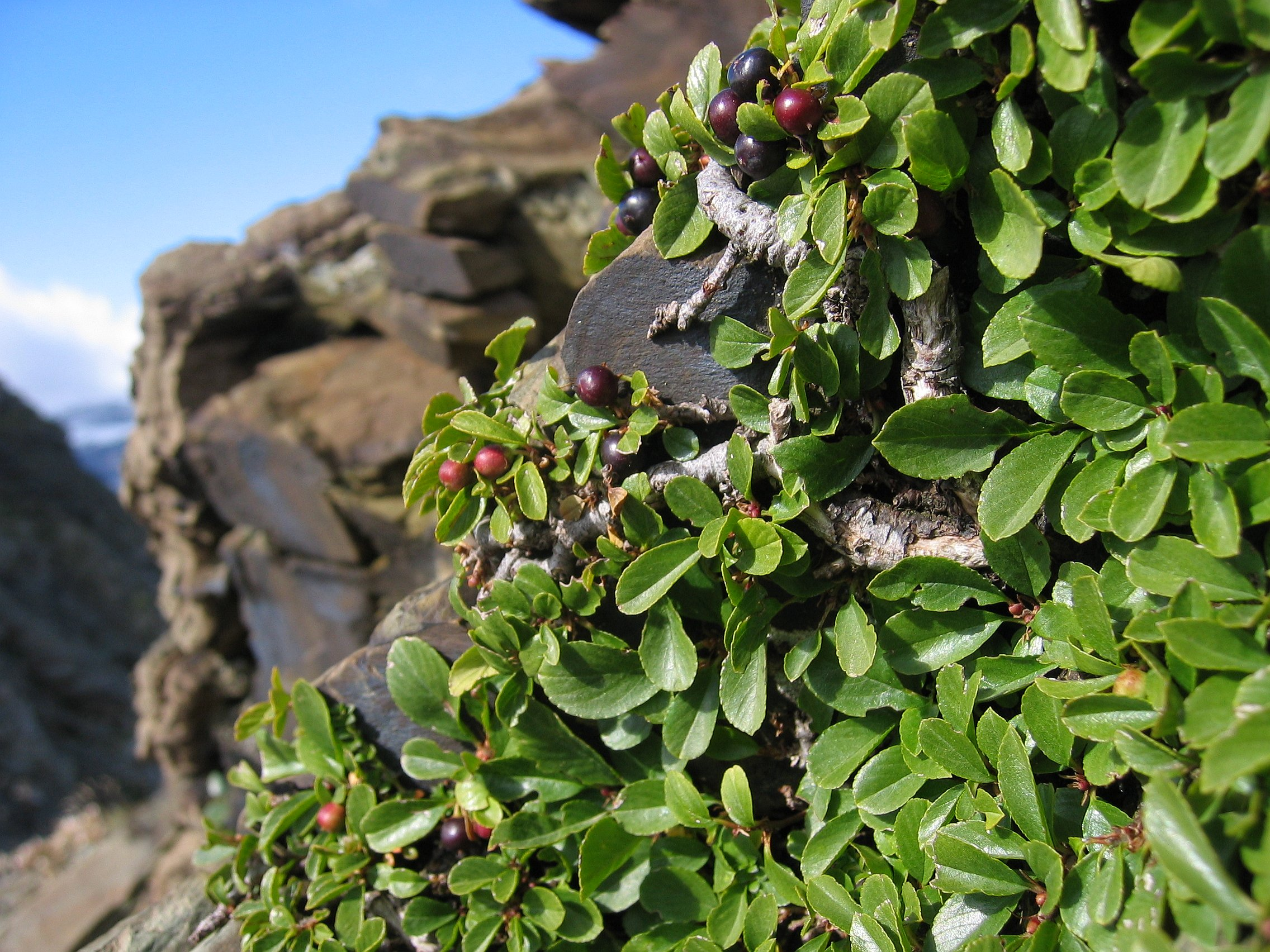
Zwerg-Kreuzdorn in den Pyrenäen, fruchtend

### Vegetative Merkmale
Der Zwerg-Kreuzdorn ist eine verholzende Pflanze, die einen niederliegenden, knorrigen sich dem Felsen anschmiegenden Zwergstrauch (Spalierstrauch) bildet und Wuchshöhen von bis zu 20 Zentimetern erreicht.
An den Enden der Zweige wachsen die Laubblätter buschig gehäuft. Die wechselständig angeordneten Laubblätter sind Blattstiel und Blattspreite gegliedert. Die einfache Blattspreite ist bei einer Länge von 1 bis 3 Zentimetern lanzettlich oval mit keilförmiger Basis und rundlichem oberen Ende. Sie besitzt sechs bis neun Seitennerven. Die Blattoberseite ist oft völlig kahl und die -unterseite entlang der Nerven flaumig behaart.

### Generative Merkmale
Die Blütezeit reicht von Mai bis Juli. Die unscheinbar grünlich-gelben, 3 bis 5 Millimeter großen Blüten sind vierzählig. Die vier grünen Kelchblätter sind an ihrer Basis glockig verwachsen. Falls Kronblätter vorhanden sind, dann sind sie nur bis zu 1 Millimeter lang. Die Blüten können zwittrig sein, sind aber meist eingeschlechtig mit Rudimenten des anderen Geschlechts. Die männlichen Blüten besitzen vier oder fünf Staubblätter.
Die kugeligen, giftigen Früchte sind blauschwarz und leicht glänzend. Die Fruchtreife beginnt ab Juli.
Die Chromosomenzahl beträgt 2n = 24.

## Vorkommen
Das Verbreitungsgebiet von Rhamnus pumila erstreckt sich von den Hochgebirgen Nordafrikas (Atlas), den Pyrenäen, Alpen, Apennin bis zum Balkan. In Österreich ist die Art zerstreut bis selten in Südkärnten und vom Salzkammergut westwärts. In den Nordalpen hat er im Trauntal seine östliche Verbreitungsgrenze.
Der Zwerg-Kreuzdorn besiedelt karbonathaltige, feinerdearme Felsspalten, Felsfluren und sonnige Kalkfelsen. In den Alpen steigt er im Gschnitztal in Tirol bis in Höhenlagen von 2430 Metern, in Graubünden bis 2620 Meter und im Wallis bis 3050 Meter Meereshöhe. Er ist eine Charakterart der Ordnung Potentilletalia caulescentis.
Die ökologischen Zeigerwerte nach Landolt et al. 2010 sind in der Schweiz: Feuchtezahl F = 1 (sehr trocken), Lichtzahl L = 4 (hell), Reaktionszahl R = 5 (basisch), Temperaturzahl T = 2 (subalpin), Nährstoffzahl N = 2 (nährstoffarm), Kontinentalitätszahl K = 4 (subkontinental).

## Taxonomie
Die Erstveröffentlichung von Rhamnus pumila erfolgte 1764 durch Antonio Turra in Giornale d'Italia spettante alla scienza naturale, 1, S. 120.